# پارا-دی‌متیل‌آمینوبنزآلدهید
پارا-دی‌متیل‌آمینوبنزآلدهید (به انگلیسی: Para-Dimethylaminobenzaldehyde) یک ترکیب شیمیایی با شناسه پاب‌کم ۷۴۷۹ است. 